# Enchenopa serratipes
Enchenopa serratipes är en insektsart som beskrevs av Buckton. Enchenopa serratipes ingår i släktet Enchenopa och familjen hornstritar. Inga underarter finns listade i Catalogue of Life.